# Slovenské Ďarmoty
Slovenské Ďarmoty (allemand : Slowakisch Jahrmarkt,  hongrois : Tótgyarmat) est un village de Slovaquie situé dans la région de Banská Bystrica.

## Histoire
La première mention écrite du village date de 1919. Jusqu'en 1920, elle fit part de la ville Hongrois Balassagyarmat. En 1920, comme tous du Nord de la Hongrie, est devenu une partie de la Tchécoslovaquie nouvellement formée.
La localité fut annexée par la Hongrie après le premier arbitrage de Vienne le 2 novembre 1938. En 1938, on comptait 645 habitants dont 41 d'origine juive. Elle faisait partie du district de Balassagyarmat (hongrois : Balassagyarmati járás). Le nom de la localité avant la Seconde Guerre mondiale était Slovenské Ďarmoty/Tót-Gyarmat. Durant la période 1938 - 1945, le nom hongrois Tótgyarmat était d'usage. À l'occupation soviétique, la commune a été réintégrée dans la Tchécoslovaquie reconstituée.

## Démographie

### Évolution de la population
| Année:               | 1994. | 2004.   | 2014.   | 2024.    |
| -------------------- | ----- | ------- | ------- | -------- |
| Nombre de personnes: | 611   | 553     | 570     | 500      |
| Différence:          |       | -9,49 % | +3,07 % | -12,28 % |

| Année:               | 2023. | 2024.   |
| -------------------- | ----- | ------- |
| Nombre de personnes: | 493   | 500     |
| Différence:          |       | +1,41 % |